# Stanisław Antoni Świdziński
Stanisław Antoni Świdziński herbu Półkozic (ur. 15 kwietnia 1685 w Świdnie – zm. 7 listopada 1761 w Sulgostowie) – pułkownik wojsk koronnych, regimentarz partii ukraińskiej, starosta bracławski od 1719 roku, starosta radomski od 1730. Od 1739 wojewoda bracławski, od 1754 rawski.

## Życiorys
Był synem Wawrzyńca i jego pierwszej żony Bony Baryczkówny. Po ojcu odziedziczył dobra Świdno, Michałowice, Stryków, i Skarbkową Wieś. Będąc stolnikiem rawskim 23 lutego 1717 otrzymał od króla Augusta II wieś Wilków, później z nadania tego samego władcy dostał królewszczyzny na terenie ziemi sandomierskiej i radomskiej. W 1721 został starostą bracławskim pełniąc tę funkcję do 19 czerwca 1728. 15 kwietnia 1730 zostaje starosta radomskim, a w 1731 starostą lityńskim na Podolu. Był posłem na sejm 1730 roku z ziemi rawskiej. W 1733 roku objął dyrekcję sejmiku przedsejmowego województwa bracławskiego, na którym został wybrany posłem na sejm. Poseł powiatu rawskiego na sejm nadzwyczajny pacyfikacyjny 1736 roku. 28 lutego 1739 z nadania Augusta III  został wojewodą bracławskim i jako wojewoda wszedł w skład senatu. 3 sierpnia 1742 odebrał od króla Order Orła Białego. 9 listopada 1754 roku został wojewodą rawskim uzyskując tym samym wyższe miejsce w senacie.
W 1731 ożenił się z Marianną Dziulanką (1702–1737) córką Stanisława stolnika sandomierskiego w posagu żony otrzymał Odrzywół, Klwów i Sulgostów. Z małżeństwa z Marianną miał czworo dzieci: synów Ignacego i Michała oraz córki Bonę – żonę Kazimierza Granowskiego oraz Mariannę – żonę Stanisława Piotra Lanckorońskiego z Brzezia, kasztelana połanieckiego. Obie córki zmarły bezpotomnie. U króla wystarał się o przywileje handlowe dla Klwowa w 1742 na jarmarki i w 1750 na targi oraz o potwierdzenie wszystkich dotychczasowych przywilejów królewskich. 
18 stycznia 1754 roku podpisał we Lwowie manifest przeciwko podziałowi Ordynacji Ostrogskiej.
Przy kościele parafialnym w Klwowie od strony północnej dobudował w 1750 i wyposażył kaplicę grobową. Zmarł nagle, został pochowany w rodzinnej kaplicy koło zmarłej przedwcześnie żony. Grobowiec i płyty epitafijne niestety nie zachowały się do dziś, ponieważ uległy zniszczeniu podczas działań wojennych w 1915.